# Agaricus bresadolanus
Agaricus bresadolanus Bohus – gatunek grzybów z rodziny pieczarkowatych (Agaricaceae).

## Systematyka i nazewnictwo
Klasyfikacja według Index Fungorum: Agaricus, Agaricaceae, Agaricales, Agaricomycetidae, Agaricomycetes, Agaricomycotina, Basidiomycota, Fungi.
Po raz pierwszy opisał go w 1969 r. G. Bohus na Węgrzech. Synonimy:

- Agaricus campestris var. radicatus Vittad. 1835
- Agaricus campestris var. radicosus Viviani 1834
- Agaricus radicatus (Vittad.) Romagn. 1938
- Agaricus romagnesii Wasser 1977
- Agaricus romagnesii var. infidus (Alessio) Bon & Cappelli 1983
- Psalliota campestris var. radicata (Vittad.) Bres. 1931
- Psalliota infida Alessio1975
- Psalliota radicata (Vittad.) R. Sandor 1958
- Psalliota radicata var. crassanulata R. Sandor 1958[2].

## Morfologia
Kapelusz
Mięsisty i gruby o średnicy 4–6(12) cm, początkowo kulisty, potem wypukły z lekko podwiniętym brzegiem, w końcu płaski ze spłaszczonym środkiem. Powierzchnia biała lub biaława, nakrapiana czarniawo-brązowymi dyskowymi łuskami, często ułożonymi w kształcie gwiazdy. Brzeg włókienkowaty i blady, lekko brązowiący.
Blaszki
Dość gęste, bardzo nierówne, dość szerokie, początkowo dość jasno cielisto różowe, potem bladoróżowawo fioletowobrązowe, w końcu ciemnobrązowe z bladym brzegiem.
Trzon
Mocny, o wysokości 6–10(12) cm i grubości 0,5–1,5(2) cm, początkowo pełny, potem pusty, cylindryczny, często z bulwiastą nasadą i wyrastającymi z niej białymi sznurami grzybowymi. Powierzchnia początkowo biała i gładka, w kierunku podstawy zmieniająca się na jasnobrązową, czasami różowawy powyżej pierścienia i łuskowato-włóknisty poniżej. Pierścień błoniasty, niezbyt obszerny, o wysokości 4–5 mm, listwowy, cienki, biały i jedwabisty, kruchy i nietrwały, na górnej powierzchni prążkowany.
Miąższ
Biały, w górnej części kapelusza z brudno różowawo-brązowym odcieniem, u nasady trzonu blado pomarańczowo-różowy. Smak łagodny lub bez smaku.
Cechy mikroskopowe
Bazydiospory owalne lub elipsoidalne o wymiarach 7–8 × 4–5 µm. Podstawki czterozarodnikowe o wymiarach 25–30 × 7,5–8,5 µm. Cystydy maczugowate lub cylindryczne, wygięte, mniej lub bardziej septowane, o wymiarach 40–50 × 8–15 µm.

## Występowanie i siedlisko
Występuje w Europie, Ameryce Północnej i Azji. W Polsce jego stanowiska podali J. Łuszczyński w 2008 i Anna Bujakiewicz w 2010 r. (jako Agaricus romagnesii Wasser).
Grzyb naziemny saprotroficzny, rosnący na terenach zielonych, często w mieście, w trawiastych alejkach, na trawnikach parków, winnic, łąkach, ale także w lasach liściastych, a nawet iglastych, szczególnie pod robinią akacjową, cedrami, winoroślami, bukami.

## Znaczenie
Jest grzybem trującym. Podano przypadki zatruć tym grzybem, które objawiały się silnym bólem brzucha, ale bez wymiotów lub inne powikłań żołądkowo-jelitowych. Przez dwa dni występowały powtarzające się okresy
zawrotów głowy i omdlenia, ale nastąpiło całkowite wyzdrowienie.